# Plethodon hubrichti
Espèce
Statut de conservation UICN

 VU D2 : Vulnérable
Plethodon hubrichti est une espèce d'urodèles de la famille des Plethodontidae.

## Répartition
Cette espèce est endémique de Virginie aux États-Unis. Elle se rencontre au-dessus de 550 m d'altitude sur les Peaks of Otter dans les comtés de Bedford, de Botetourt et de Rockbridge.

## Étymologie
Cette espèce est nommée en l'honneur de Leslie Raymond Hubricht.

## Publication originale
- (en) Thurow, 1957 : A new Plethodon from Virginia. Herpetologica, vol. 13, p. 59-66.